# Lanfear
Lanfear war eine süddeutsche Power-Metal-Band, die 1993 gegründet wurde und sieben Alben veröffentlicht hat.

## Bandgeschichte
Im Sommer 1994 nahmen Lanfear ein selbstbetiteltes Demotape auf. 1995 verließen Nico Kramer und Kai Schindelar die Band, letzterer kehrte zwei Jahre später wieder zurück. Zwischenzeitlich war Alexander Palma als Bassist verpflichtet. Die Debüt-CD Towers wurde 1996 zunächst in Eigenregie veröffentlicht, ein Jahr später folgte ein Re-Release unter dem Namen Towers of February bei Urwerk Records.
Im Sommer 1999 folgte das zweite Album Zero Poems, welches in der Fachpresse sehr gute Kritiken erhielt. 2000 verließ Sänger und Keyboarder Stefen Zoerner die Band, als Ersatz kamen Richie Seibel (Keyboard) und Tobias Althammer (Gesang). 2003 wurde die CD The Art Effect veröffentlicht.
Das vierte Album von Lanfear, aNother gOlden rAge stammt aus dem Jahr 2005. Die letzten beiden CDs wurden durch einen Lizenzvertrag mit Nightmare Records auch in den USA veröffentlicht.
Anfang 2006 trennte sich die Band von Tobias Althammer, als neuer Sänger wurde Nuno Miguel de Barros Fernandes verpflichtet. Das fünfte Studioalbum X to the Power of Ten wurde am 22. August 2008 über Locomotive Records in Europa und am 9. September in Nordamerika veröffentlicht. Das sechste Album This Harmonic Consonance erschien am 24. Februar 2012 über Pure Steel Records/Pure Legend Records.
Das siebte Album The Code Inherited erschien am 1. Juli 2016 ebenfalls über Pure Steel Records/Pure Legend Records.
2020 hat die Band ihre Auflösung bekannt gegeben.

## Diskografie

### Demos
- 1994: Lanfear (Demo)

### Alben
- 1996: Towers (Eigenproduktion)
- 1997: Towers of February (Re-Release von Towers) (Urwerk Records)
- 1999: Zero Poems (Famous Kitchen Records)
- 2003: The Art Effect (Massacre Records)
- 2005: aNother gOlden rAge (Massacre Records)
- 2008: X to the Power of Ten (Locomotive Records)
- 2012: This Harmonic Consonance (Pure Steel Records / Pure Legend Records)
- 2016: The Code Inherited (Pure Steel Records / Pure Legend Records)